# Den dödsbleke soldaten
Den dödsbleke soldaten (engelska: The Adventure of the Blanched Soldier) är en av Sir Arthur Conan Doyles 56 noveller om detektiven Sherlock Holmes. Det är en av 12 noveller i novellsamlingen "The Case-Book of Sherlock Holmes". Novellen står ut eftersom det är en av endast två noveller där Sherlock Holmes, och inte doktor Watson är berättaren.

## Handling
I januari 1903 kommer en mister James M. Dodd till Baker Street för att be Sherlock Holmes om hjälp. Mister Dodd har en god vän, Godfrey Emsworth, som han inte kommer i kontakt med sedan ett drygt halvår. Dodd berättar att han, i sina försök att nå Godfrey, skrivit till Emsworths far. Emsworths fader hävdar att sonen gett sig ut på en världsomspännande resa, men det tror inte Dodd på. Nog borde Godfrey meddelat sin gode vän om detta, menar han. 
Mister Dodd besökte även fadern på familjehemmet, Tuxbury Old Park, men fadern vidhöll sin historia. Dodd såg sig omkring på godset och skymtade då i en liten avsides stuga - en person som han är säker på var Godfrey. 
Dodd vill ha Holmes hjälp att ta reda på sanningen.